# Bathyclarias
Bathyclarias là một chi cá thuộc họ Clariidae.

## Các loài
Chi này có các loài sau:
- Bathyclarias atribranchus
- Bathyclarias eurydon
- Bathyclarias filicibarbis
- Bathyclarias foveolatus
- Bathyclarias gigas
- Bathyclarias ilesi
- Bathyclarias jacksoni
- Bathyclarias longibarbis
- Bathyclarias loweae
- Bathyclarias nyasensis
- Bathyclarias rotundifrons
- Bathyclarias worthingtoni